# Wikipedia w języku cebuańskim
Wikipedia w języku cebuańskim – edycja językowa Wikipedii tworzona w języku cebuańskim, drugim (po tagalskim) pod względem popularności języku na Filipinach, używanym w południowej części tego kraju. 
Została założona 22 czerwca 2005 jako Ang Gawasnong Ensiklopedya (wolna encyklopedia). Stutysięczny artykuł powstał 2 lutego 2013. Znaczny (ponad dziewięciokrotny) przyrost artykułów nastąpił w latach 2013 i 2014, dzięki dodaniu wielu artykułów przez Lsjbot – bota działającego także na Wikipedii szwedzkojęzycznej oraz warajskiej (program potrafił tworzyć 10 tysięcy haseł na dzień). W wyniku tego 18 lipca 2013 liczba artykułów przekroczyła 500 tysięcy, 16 lipca 2014 osiągnęła milion, a w październiku 2014 dała Wikipedii w języku cebuańskim siódme miejsce w zestawieniu.
Żona autora bota (Szweda Sverkera Johanssona) jest rodowitą użytkowniczką języka cebuańskiego, stąd też aktywność programu w tej właśnie wersji językowej.
Wikipedia cebuańska znajduje się obecnie na 2. miejscu rankingu międzynarodowego i liczy 6 116 767 artykułów; tym samym jest pierwszą co do liczby haseł Wikipedią w języku używanym na Filipinach (przed warajską i tagalską).

## Kamienie milowe
- 2 lutego 2013 – 100 000 artykułów
- 17 marca 2013 – 300 000 artykułów
- 18 lipca 2013 – 500 000 artykułów
- 16 lipca 2014 – 1 000 000 artykułów
- 14 lutego 2016 – 2 000 000 artykułów
- 11 lutego 2017 – 4 000 000 artykułów
- 8 sierpnia 2017 – 5 000 000 artykułów